# F.C. Fiorentino
F.C. Fiorentino là một câu lạc bộ bóng đá San Marino thành lập vào năm 1974 tại Fiorentino. Fiorentino đang thi đấu ở Girone A của giải Campionato Sammarinese di Calcio.
Cho đến mùa giải 2004–05, câu lạc bộ được biết đến với tên S.S. Montevito.

## Danh hiệu
- Campionato Sammarinese di Calcio: 1

1991–92 (với tên gọi S.S. Montevito)

## Đội hình hiện tại
Tính đến 1 tháng 3 năm 2024
Ghi chú: Quốc kỳ chỉ đội tuyển quốc gia được xác định rõ trong điều lệ tư cách FIFA. Các cầu thủ có thể giữ hơn một quốc tịch ngoài FIFA.
| Số | VT | Quốc gia   | Cầu thủ                          |
| -- | -- | ---------- | -------------------------------- |
| 1  | TM | Ý          | Luca Bianchi                     |
| 2  | TM | San Marino | Michele Berardi                  |
| 3  | HV | Argentina  | Pablo Giménez                    |
| 4  | TV | San Marino | Pietro Calzolari                 |
| 6  | HV | San Marino | Davide Simoncini                 |
| 7  | TĐ | San Marino | Sami Abouzziane                  |
| 8  | TV | San Marino | Alessandro Molinari (đội trưởng) |
| 9  | TĐ | San Marino | Mattia Stefanelli                |
| 10 | TĐ | San Marino | Adolfo Hirsch                    |
| 11 | TV | Argentina  | Maximiliano Baizan               |
| 13 | TM | San Marino | Simone Benedettini               |
| 14 | HV | San Marino | Alessandro Terenzi               |

| Số | VT | Quốc gia   | Cầu thủ              |
| -- | -- | ---------- | -------------------- |
| 16 | TV | Ý          | Filippo Zoffoli      |
| 17 | TV | San Marino | Andrea Dolcini       |
| 18 | TV | Albania    | Henrik Cekirri       |
| 21 | TV | San Marino | Andrea Borgagni      |
| 22 | TV | Ý          | Francesco Salemme    |
| 23 | HV | Ý          | Mattia Costantini    |
| 24 | HV | Sénégal    | Abdoulaye Papa Gueye |
| 26 | HV | Sénégal    | Boubacar Diop        |
| 27 | TV | San Marino | Nicolò Chiaruzzi     |
| 32 | HV | Ý          | Luca Bottoni         |
| 99 | HV | Ý          | Giovanni De Rosa     |

## Cầu thủ nổi tiếng
- Evgeny Lipen[1]